# Gud är stor, jag är liten
Gud är stor, jag är liten (franska: Dieu est grand, je suis toute petite) är en romantisk komedi i regi av Pascale Bailly med Audrey Tautou och Edouard Baer i huvudrollerna. Filmen släpptes 2001 efter Tautous internationella succé i filmen Le Fabuleux Destin d'Amélie Poulain.

## Rollista
- Audrey Tautou som Michèle
- Edouard Baer som François
- Julie Depardieu som Valérie
- Catherine Jacob som Evelyne
- Philippe Laudenbach som Jean
- Cathy Verney som Florence
- Anna Koch som Régine
- Thierry Neuvic som Den första patienten